# Marguerite Clayton
Pour les articles homonymes, voir Clayton.
Marguerite Clayton est une actrice américaine née le 12 avril 1891 à Ogden, Utah (États-Unis), et décédée le 20 décembre 1968 à Los Angeles, en Californie (États-Unis).

## Filmographie partielle
- 1913 : The Madcap de Burton L. King
- 1914 : Broncho Billy and the Greaser de Gilbert M. Anderson
- 1915 : His Regeneration de Gilbert M. Anderson
- 1915 : It Happened in Snakeville de Roy Clements
- 1918 : Inside the Lines de David Hartford
- 1919 : Dans la nuit (The New Moon) de Chester Withey
- 1920 : Voleurs de femmes (Bride 13), de Richard Stanton
- 1921 : Les Rapaces d'Albert Capellani
- 1925 : Wolf Blood de Gregory La Cava
- 1926 : La Coupe de Miami (The Palm Beach Girl) de Erle C. Kenton